# Santa Cristina (Bolsena)

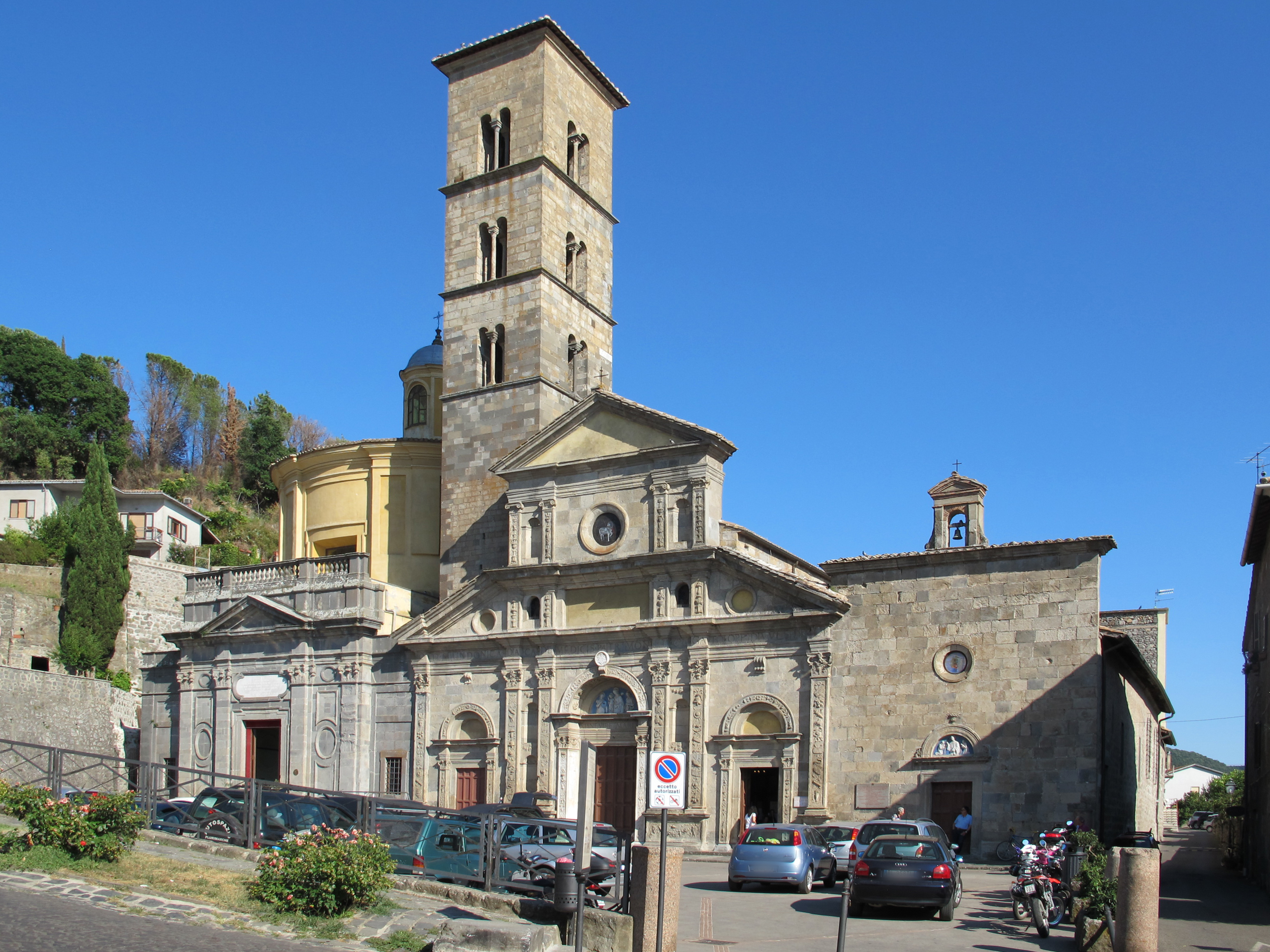
Basilika

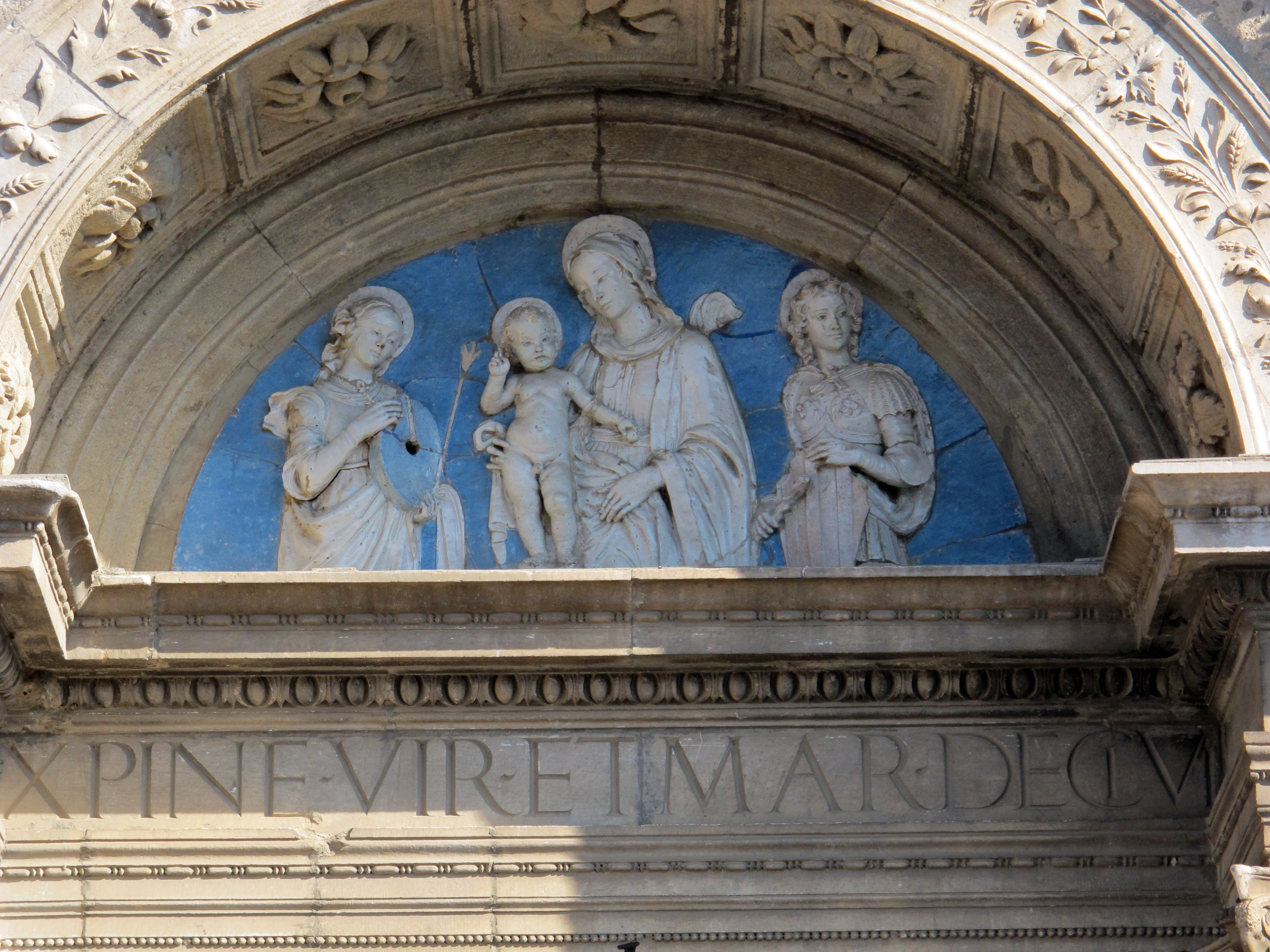
Lünette des Eingangsportals von Buglioni

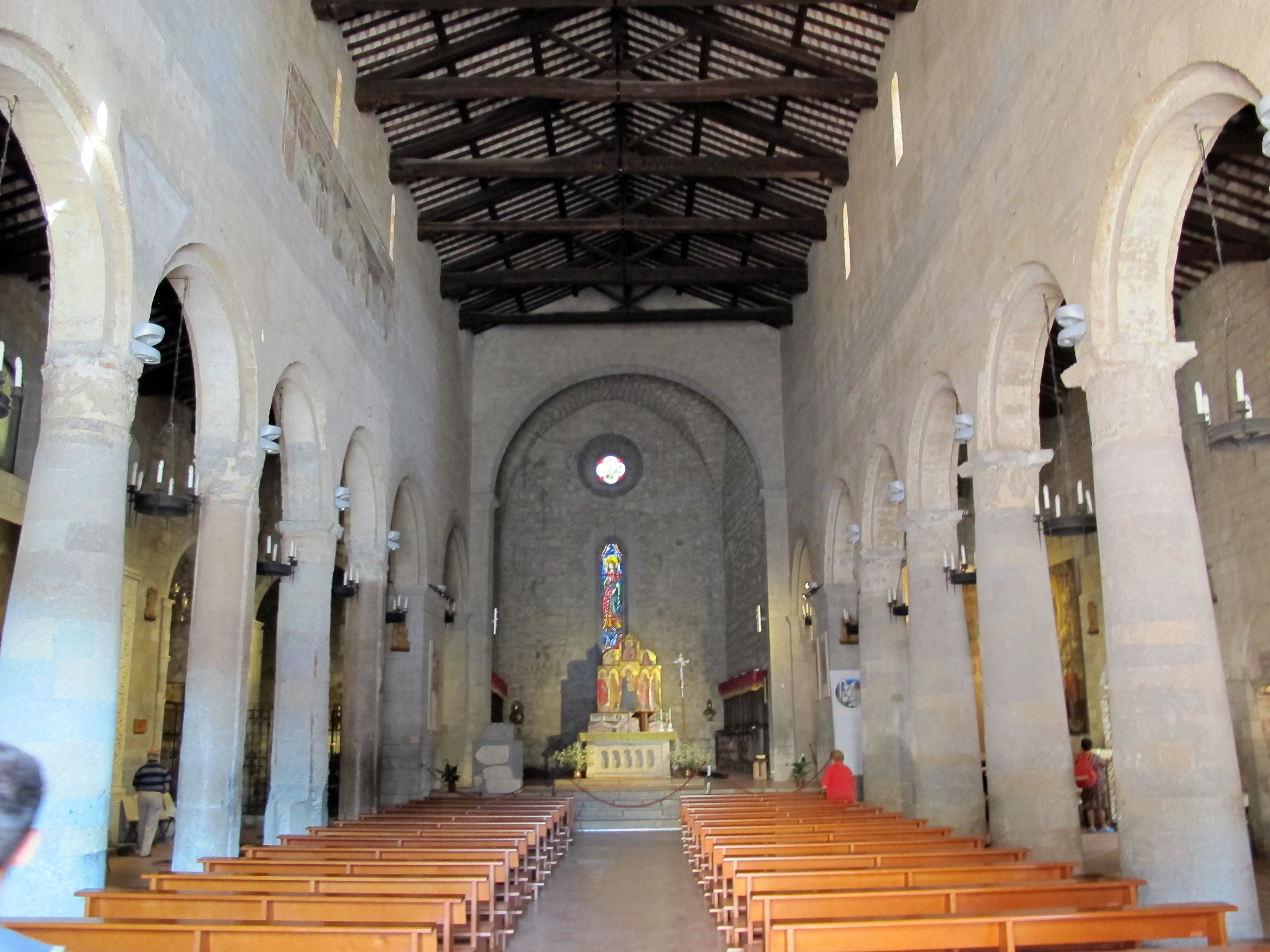
Innenraum

Die Basilika Santa Cristina ist eine römisch-katholische Kirche in Bolsena im Latium, Italien. Die Kirche des Bistums Orvieto-Todi trägt den Titel einer Basilica minor und ist der Märtyrerin Christina von Bolsena gewidmet, die hier auch begraben liegt. Die Kirche wurde im 11. Jahrhundert im Stil der Romanik errichtet und ist als Ort eines eucharistischen Wunders im Jahr 1263 bekannt. 

## Geschichte
Die Kirche wurde von Papst Gregor VII. im Jahr 1077 geweiht. Die Renaissancefassade wurde von Papst Leo X. in Auftrag gegeben und in den Jahren 1492 bis 1494 nach Entwürfen von Francesco und Benedetto Buglioni fertiggestellt.

## Architektur
Die beiden Portale haben polychrome Lünetten der Florentiner Künstler im Stil von Della Robbia. Links von der Fassade befindet sich der spätbarocke Außeneingang zur Kapelle des Wunders. Der hohe Glockenturm aus dem 13. Jahrhundert hat romanische Biforienfenster.

## Innenraum
Der Innenraum der dreischiffigen Basilika weist Fresken aus dem 14. bis 16. Jahrhundert auf. Der Hauptaltar hat ein Polyptychon (um 1450) von Sano di Pietro.
Auf der rechten Seite des Kirchenschiffs befinden sich zwei Kapellen. Die erste ist die Kapelle des Allerheiligsten Sakraments mit einem Tabernakel von Buglioni. Die zweite Kapelle, die der hl. Lucia gewidmet ist, besitzt Fresken aus dem 15. Jahrhundert von Giovanni Andrea De Ferrari und eine Büste der Heiligen von Benedetto Buglioni.
Auf der linken Seite des Kirchenschiffs führt ein Marmorportal in die Kapelle des (eucharistischen) Wunders. Die Kapelle wird heute von einer großen Kapelle im spätbarocken Stil auf der linken Seite der Kirche mit einer zylindrischen Kuppel überdacht, die von Tommaso Mattei 1693 entworfen wurde. Die Fassade wurde 1863 von Virginio Vespignani fertiggestellt. Das Hauptaltarbild stellt das Wunder dar, gemalt von Francesco Trevisani. Unterhalb des Gemäldes, auf dem Altar, wurde ein vergoldeter Rahmen (1940) geschaffen, um den blutbefleckten Stein zu halten, der angeblich eine Reliquie des Wunders ist. Die Eucharistie selbst ist im Dom von Orvieto ausgestellt. Das Ereignis ist Inhalt Der Messe von Bolsena von Raffael in der Stanza di Eliodoro im Apostolischen Palast und eine Auslöser zur Einrichtung des Fronleichnamsfestes.

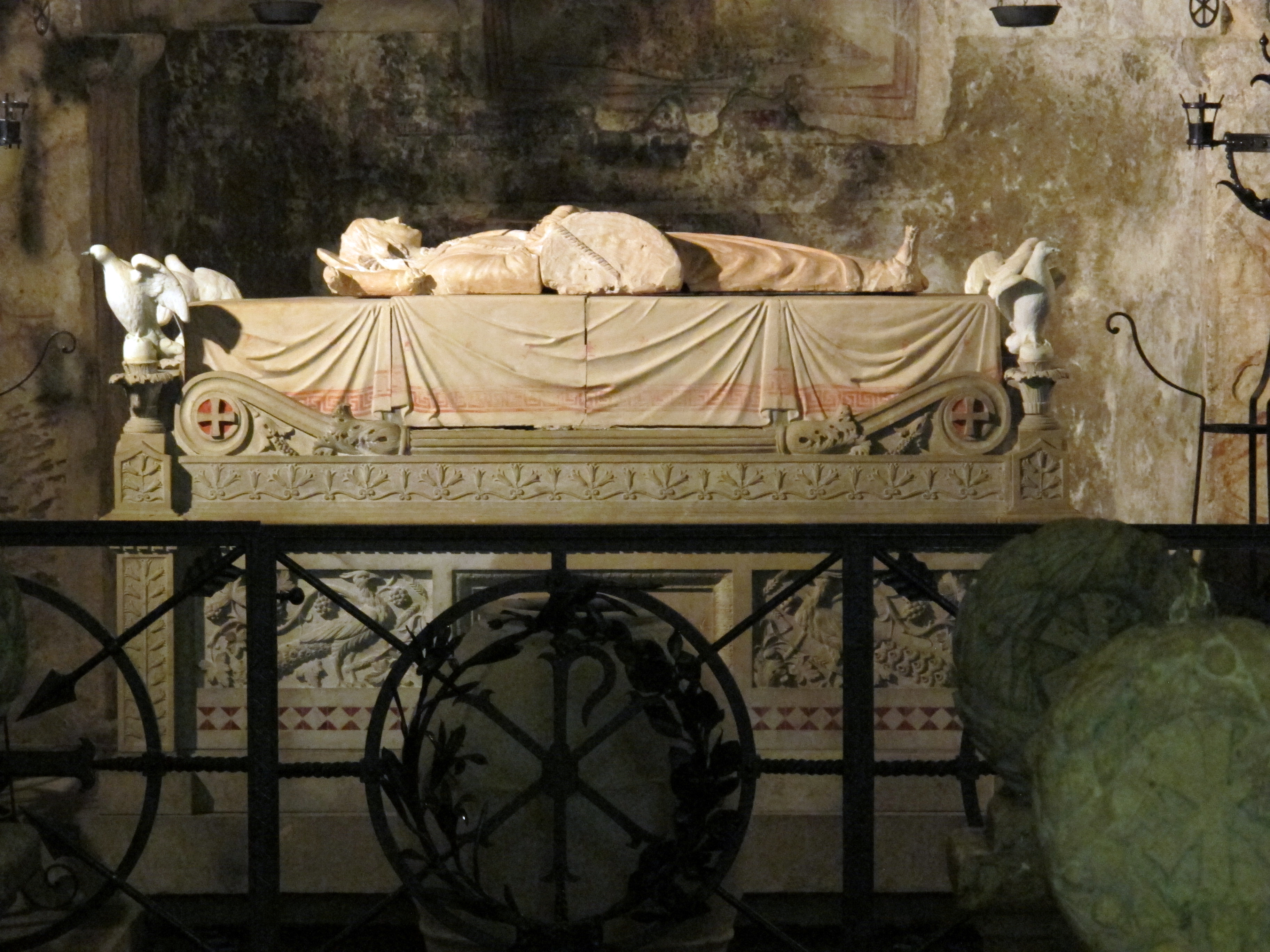
Das Grab der heiligen Christina mit der Buglioni-Skulptur in der Mitte, die den Stein darstellt, der bei dem Versuch, sie zu ertränken, verwendet wurde.

Neben dieser Kapelle befindet sich der Eingang zur Grotte von Santa Cristina, in der sich frühchristliche Gräber befinden. Die Kapelle hat eine Balustrade, die den eigentlichen Altar des Wunders schützt. In der Kapelle befindet sich eine Terrakotta-Ikone der Heiligen, die neben dem Felsen liegt, mit dem Benedetto Buglioni versuchte, ihr Martyrium im Alter von 11 Jahren darzu stellen. Es gibt auch eine Wand, die angeblich die Fußabdrücke der Heiligen von ihrem gescheiterten Ertrinken zeigt. Unter der Buglioni-Statue befindet sich der Sarkophag aus dem 4. Jahrhundert, in dem die Reliquien der Heiligen aufbewahrt wurden.